# قلتة آرشي
قلتة آرشي أو واحة آرشي (بالإنجليزية: Guelta d'Archei)‏ وهي الأكثر شهرة على الأرجح في كل الصحراء الكبرى. وتقع في هضبة إنيدي في شمال شرق تشاد إلى الجنوب الشرقي من مدينة فادا. تتواجد في قلتة آرشي عدة أنواع من الحيوانات أبرزها تمساح النيل. تشير بواقي عصر الهولوسين الأوسط والرسومات الصخرية إلى أن هذا النوع من التماسيح ازدهر مرة واحدة في معظم أنحاء الصحراء الكبرى اليوم في المستنقعات والأنهار وعلى طول شواطئ جنوب البحر الأبيض المتوسط.
المجموعة الصغيرة المتبقية على قيد الحياة من التماسيح في قلتة آرشي تمثل آخر واحدة من مستعمرات هذا النوع المعروفة في الصحراء الكبرى إذ أنه من المرجح أن تماسيح مستعمرة هضبة تكانت في موريتانيا قد انقرضت منذ عام 1996.
قلتة آرشي هي من الأمكنة النائية البعيدة عن مسارات النقل، والوصول إليها يتطلب استخدام سيارات الدفع الرباعي والسفر أربعة أيام على الأقل من نجامينا، عاصمة تشاد. المكان هو مبين في الصورة لا يمكن بلوغه إلا من خلال رحلة بضع ساعات من أقرب نقطة له.